# Freikiefler

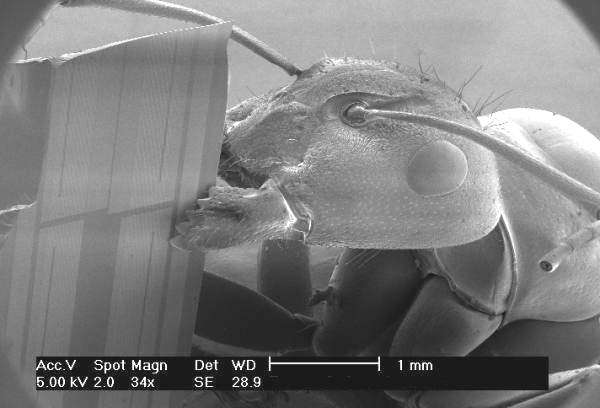
Ameisenkopf

Als Freikiefler oder Ectognatha wird eine morphologische Gruppe der Sechsfüßer bezeichnet, die sich von den Sackkieflern (= Entognatha) aufgrund der Lage ihrer Mundwerkzeuge und durch den Bau ihrer Fühler unterscheidet.

## Merkmale
Die Mundwerkzeuge liegen bei den Freikieflern – im Unterschied zu den Sackkieflern – nicht in der Kopfkapsel verborgen. Sie sind vielmehr von außen sichtbar, und die Mandibeln und Maxillen arbeiten frei an der Unterseite des Kopfes; bei den Sackkieflern liegen die Mundwerkzeuge hingegen verborgen in einer „Mundtasche“. Ein bekanntes Beispiel für Freikiefler sind die Ameisen, deren Mundwerkzeuge jederzeit deutlich wahrnehmbar sind. Im Innern des Kopfes ist ein Tentorium mit vorderen und hinteren Armen ausgebildet.

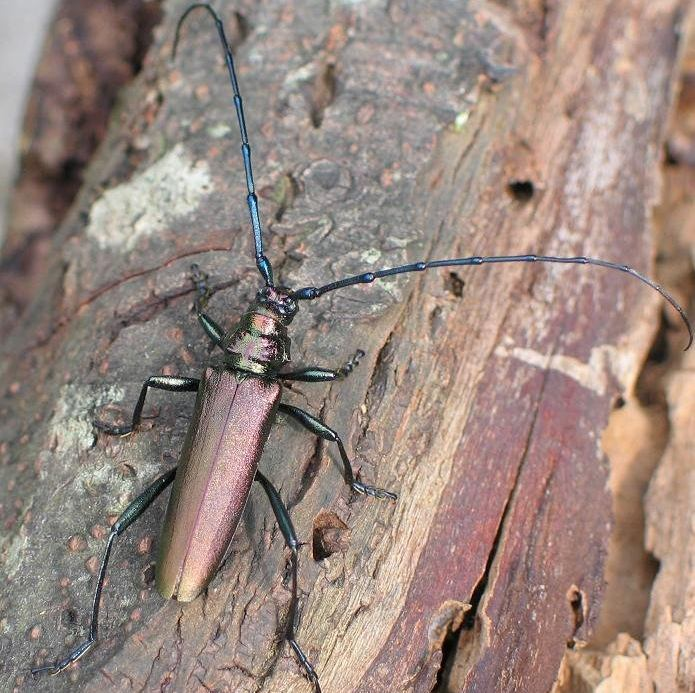
Ein Bockkäfer mit langer Geißelantenne (Moschusbock)

Die Antennen der Freikiefler sind als Geißelantennen ausgebildet, während die Sackkiefler Gliederantennen besitzen. Bei ihnen ist entsprechend nur das erste Fühlerglied, der Scapus, mit Muskulatur ausgestattet, während das 2. Fühlerglied, der Pedicellus, ein Johnstonsches Organ enthält und alle weiteren Glieder eine lange Geißel bilden.
Auch die Beine sind anders gestaltet als bei den Sackkieflern. Bei den Freikieflern ist der Tarsus gegliedert und der Praetarsus besitzt paarige Krallen, die mit dem letzten Tarsenglied über ein Gelenk verbunden sind. Von der unpaaren Kralle kann ein Empodium als Rudiment vorhanden sein, zudem kann sich an der Vorderseite des Praetarsus ein unpaares Arolium ausbilden. Die Extremitäten des 8. und 9. Hinterleibssegments bilden bei den Weibchen als Gonopoden den Ovipositor. Am Hinterleibsende ist bei einigen Gruppen neben den Cerci ein unpaares Terminalfilum vorhanden.
An den Seiten der Thoraxsegmente der ursprünglichen Freikiefler sind seitliche Lappen ausgebildet, die als Paranota bezeichnet werden. Aus diesen bilden sich bei den abgeleiteten Formen, den Fluginsekten, die Flügel.

## Systematik
Zu den Freikieflern werden die beiden zahlenmäßig kleinen (und flügellosen) Ordnungen der Felsenspringer (Archaeognatha, ca. 450 Arten) und der Fischchen (Zygentoma, ca. 330 Arten) sowie die Fluginsekten (Pterygota) mit mehreren hunderttausend Arten gezählt. Sie entsprechen also in ihrer Artenzusammensetzung den Insekten.
Die Systematik der Sechsfüßer ist allerdings noch sehr stark in der Diskussion. In der klassischen Variante werden die Insekten den restlichen Gruppen, die gemeinsam aufgrund einer Mundtasche als Sackkiefler (Entognatha) bezeichnet werden, gegenübergestellt (Hypothese 1; Hennig 1953, 1969 (mod.)). Eine andere Hypothese fasst nur die Springschwänze und Beintastler als ein Taxon namens Ellipura zusammen und ordnet dann die Doppelschwänze als ersten Abzweig den Insekten zu (Hypothese 2; Kukalova-Peck 1987, 1991).
Hypothese 1: Die Beintastler, Doppelschwänze und Springschwänze bilden die Schwestergruppe der Insekten:
|          | Doppelschwänze (Diplura)                                                              |
|          |                                                                                       |
| Ellipura | \| \| Beintastler (Protura) \| \| \| \| \| \| Springschwänze (Collembola) \| \| \| \| |
|          | \| \| Beintastler (Protura) \| \| \| \| \| \| Springschwänze (Collembola) \| \| \| \| |
|          | Beintastler (Protura)                                                                 |
|          |                                                                                       |
|          | Springschwänze (Collembola)                                                           |
|          |                                                                                       |

|  | Beintastler (Protura)       |
|  |                             |
|  | Springschwänze (Collembola) |
|  |                             |

|          | Doppelschwänze (Diplura)                                                              |
|          |                                                                                       |
| Ellipura | \| \| Beintastler (Protura) \| \| \| \| \| \| Springschwänze (Collembola) \| \| \| \| |
|          | \| \| Beintastler (Protura) \| \| \| \| \| \| Springschwänze (Collembola) \| \| \| \| |
|          | Beintastler (Protura)                                                                 |
|          |                                                                                       |
|          | Springschwänze (Collembola)                                                           |
|          |                                                                                       |

|  | Beintastler (Protura)       |
|  |                             |
|  | Springschwänze (Collembola) |
|  |                             |

Hypothese 2: Die Beintastler und Springschwänze bilden die Schwestergruppe der Insekten und Doppelschwänze:
|  | Beintastler (Protura)       |
|  |                             |
|  | Springschwänze (Collembola) |
|  |                             |

|  | Doppelschwänze (Diplura) |
|  |                          |
|  | Freikiefler (Ectognatha) |
|  |                          |

|  | Beintastler (Protura)       |
|  |                             |
|  | Springschwänze (Collembola) |
|  |                             |

|  | Doppelschwänze (Diplura) |
|  |                          |
|  | Freikiefler (Ectognatha) |
|  |                          |

## Belege
1. 1 2 3 4  
Bernhard Klausnitzer: Entognatha (Entotropha), Sackkiefler. In Westheide, Rieger (Hrsg.): Spezielle Zoologie Teil 1: Einzeller und Wirbellose Tiere. Gustav Fischer Verlag, Stuttgart, Jena 1997; Seiten 625–626.